# Свети Илия (Лесковдол)
„Свети пророк Илия“ е православна църква, намираща се в село Лесковдол, България. 

## История
Строежът е започнал през 1930 година близо до махалата Селище, като цялостното ѝ довършване става през 1933 година, когато е и осветена от епископ Антим Траянополски. При изграждането на църквата в нея е вграден същестуващият допреди това на мястото параклис. През месец март 1933 година църковното настоятелство на Лесковдол сключва договор с иконописеца Карл Йорданов за изографисването на 12 апостолски икони, както и по една на свети Илия, свети Стефан, Тайната вечеря и Възнесение Господне, предназначени за нуждите на новата църква.
Майсторът-строител на храма е Кръскьо Минов, родом от Лесковдол, а ктиторите са Мито Паунов, Митър Антов, Кола Райчинов и Горян Илиев. Самата църква е с дължина 9,5 метра, широка е 6 метра, а на височина достига 4,5 метра. Има два странични купола. Направена е от камък, а впоследствие измазана с вар и пясък. Отвътре и отвън няма надписи, не е изографисвана и няма притвор. Иконостасът и владишкият трон са направени от чамови дъски, боядисани в тъмновинен цвят. Църквата е разполагала и с антиминс. На фасадата, вляво от входната врата, е поставена паметна плоча с имената на загиналите във войните между 1912 и 1918 година мъже от селото. 
Към началото на XXI век инвентарът е почти изцяло липсващ, включително част от иконите, а самата църква стои заключена, с изключение на големите празници. През 2013 година е извършен основен ремонт и реставрация на фасадата, като през 2024 година е ремонтиран частично и покривът.

### Магерница
През 1937 година, в близост до храма и със средства на жителите и на самата църква е изградена магерница, която с позволението на църковното настоятелство е отдадена за ползване като начално училище. Именно за нуждите на учебното заведение в началото на 40-те години с безвъзмездна помощ от Фонда за кооперативен строеж на народни училища към сградата бива построена нова пристройка. След закриването на училището през 1967 година за собствеността на магерницата се води спор между Българската патриаршия и Община Своге, който бил разрешен чрез арбитражно дело през 1968 година, когато цялата постройка и земите ѝ са по равно разпределени между Общината и църковното настоятелство на Лесковдол. В наши дни от магерницата се ползва единствено долният етаж, който се отваря при изнасяне на курбана за Илинден - празник на селската църква.
- Магерницата и църквата преди
- Църквата „Св. пророк Илия“, 2008 г.
- Оригиналната фасада преди реставрацията, 2011 г.